# Familia Ulma
Józef y Wiktoria Ulma fueron un matrimonio polaco que vivía en Markowa, Polonia, junto a sus 6 hijos pequeños. Conocidos por intentar rescatar a una familia judía escondiéndola en su propia casa durante la ocupación nazi en la Segunda Guerra Mundial. Ellos y sus hijos fueron ejecutados sumariamente el 24 de marzo de 1944 por este hecho.
En 2003 la diócesis de Przemyśl abrió el proceso de beatificación para que sean declarados santos por la Iglesia católica. Los miembros de la familia fueron:
- Józef Ulma, (1900-1944)
- Wiktoria Niemczak de Ulma, (1912-1944)
- Stanisława Ulma, (1936-1944)
- Bárbara Ulma, (1937-1944)
- Władysław Ulma, (1938-1944)
- Franciszek Ulma, (1940-1944)
- Antoni Ulma, (1941-1944)
- María Ulma, (1942-1944)
- Un bebé varón sin nombre, (1944)

A pesar del asesinato de los Ulma, que pretendía infundir miedo en los corazones de los aldeanos, sus vecinos continuaron escondiendo a fugitivos judíos hasta el final de la Segunda Guerra Mundial en Europa. Al menos 21 judíos polacos sobrevivieron en Markowa durante la ocupación de Polonia por la Alemania nazi. Son considerados por el Estado de Israel como Justos entre las Naciones, mientras que la Iglesia Católica los considera mártires y beatos. Fueron beatificados por el papa Francisco el 10 de septiembre de 2023.

## Biografía

### Józef Ulma
Nacido en una familia campesina acomodada, al comienzo de la Segunda Guerra Mundial, Józef Ulma (nacido en 1900) era un ciudadano destacado en su pueblo de Markowa: bibliotecario, fotógrafo, y miembro en la Asociación de la Juventud Católica local. Era un horticultor educado que cultivaba árboles frutales, y apicultor. Su esposa Wiktoria Niemczak (nacida en 1912), era ama de casa. Los Ulma tuvieron seis hijos: Stanisława, de 8 años, Bárbara, de 7 años, Władysław, de 6 años, Franciszek, de 4 años, Antoni, de 3 años y María, de 2 años. Estaba previsto que naciera otro niño pocos días después de la ejecución sumaria de la familia el 24 de marzo de 1944.

### Wiktoria Ulma

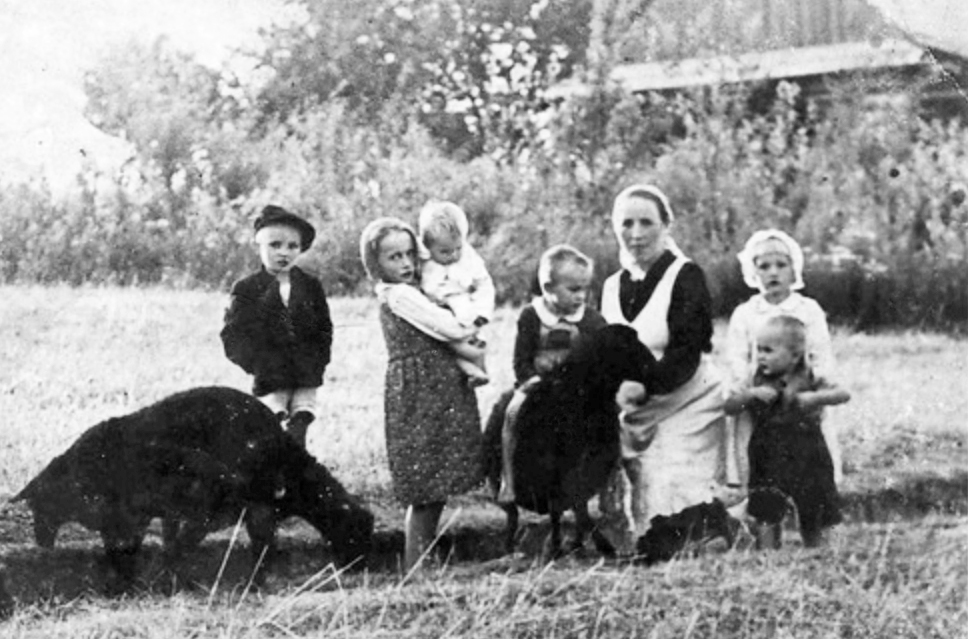
Wiktoria Ulma y sus hijos, fotografiados por Józef Ulma a finales de 1943.

Wiktoria Ulma, (de soltera, Niemczak; 10 de diciembre de 1912 - 24 de marzo de 1944) era también del pueblo de Markowa, cerca de Łańcut. Tenía nueve meses de embarazo en el momento de su muerte.
Wiktoria nació en Markowa de Jan Niemczak y su esposa Franciszka. A la edad de seis años, Wiktoria perdió a su madre. Tomó cursos en la escuela secundaria popular en Gać. En 1935 se casó con Józef Ulma, 12 años mayor que ella, con quien tuvo seis hijos: Stanisława, con 8 años en el momento de su muerte, Bárbara, 7 años, Władysław, 6 años, Franciszek, 4 años, Antoni, 3 y María, de 2 años en 1944. Wiktoria era un ama de casa educada que cuidaba del hogar y de sus hijos. A través del trabajo duro, la persistencia y la determinación, los Ulma pudieron comprar una granja más grande (5 hectáreas) en Wojsławice, cerca de Sokal (actualmente, Ucrania), y ya habían comenzado a planificar una reubicación cuando comenzó la guerra. En el momento de su muerte, Wiktoria estaba a punto de dar a luz a su séptimo hijo.

## Rescate del holocausto
En el verano y otoño de 1942, la policía nazi deportó a varias familias judías de Markowa a la muerte como parte de la solución final alemana a la cuestión judía. Solo sobrevivieron los que estaban escondidos en las casas de los campesinos polacos católicos. Ocho judíos encontraron refugio con los Ulma: seis miembros de la familia Szall (Szali) de Łańcut, incluidos el padre, la madre y cuatro hijos, así como las dos hijas de Chaim Goldman, Golda (Gienia) y Layka (Lea) Didner. Józef Ulma puso a los ocho judíos en el ático. Aprendieron a ayudarlo con trabajos complementarios mientras estaban escondidos, para aliviar los gastos ocasionados.

## Arresto y ejecución
Los Ulma fueron denunciados por Włodzimierz Leś, miembro de la Policía Azul, que se había apoderado de los bienes inmuebles de la familia Szall (Szali) en Łańcut en la primavera de 1944 y quería deshacerse de sus legítimos propietarios. En la madrugada del 24 de marzo de 1944, una patrulla de la policía alemana de Łańcut al mando del teniente Eilert Dieken llegó a la casa de los Ulma, que estaba en las afueras del pueblo. Los alemanes rodearon la casa y capturaron a los ocho judíos pertenecientes a las familias Szali y Goldman. Les dispararon en la parte posterior de la cabeza según el testigo presencial Edward Nawojski y otros, a quienes se les ordenó observar las ejecuciones. Luego, los gendarmes alemanes mataron a la embarazada Wiktoria y a su esposo para que los aldeanos vieran qué castigo les esperaba por esconder judíos. Los seis niños comenzaron a gritar al ver los cuerpos de sus padres. Después de consultar con su superior, Jan Kokott, un Volksdeutscher checo de los Sudetes de 23 años que servía en la policía alemana, disparó a tres o cuatro de los niños polacos mientras que los otros niños fueron asesinados por los gendarmes restantes. En pocos minutos, 17 personas habían sido muertas. Es probable que durante la ejecución colectiva Wiktoria se pusiera de parto, porque el testigo de su exhumación declaró que vio la cabeza de un bebé recién nacido entre sus piernas.
Los nombres de los otros verdugos nazis también se conocen por su frecuente presencia en el pueblo (Eilert Dieken, Michael Dziewulski y Erich Wilde). Teofil Kielar recibió la orden de enterrar a las víctimas con la ayuda de otros testigos. Le preguntó al comandante alemán, a quien conocía por inspecciones anteriores y adquisiciones de alimentos, por qué los niños también habían sido asesinados. Dieken respondió en alemán: "Para que no tengas ningún problema con ellos". El 11 de enero de 1945, desafiando la prohibición nazi, los familiares de los Ulma exhumaron los cuerpos para enterrarlos en el cementerio y descubrieron que el séptimo hijo de Wiktoria casi había nacido en la tumba de sus padres. 

## Conmemoración

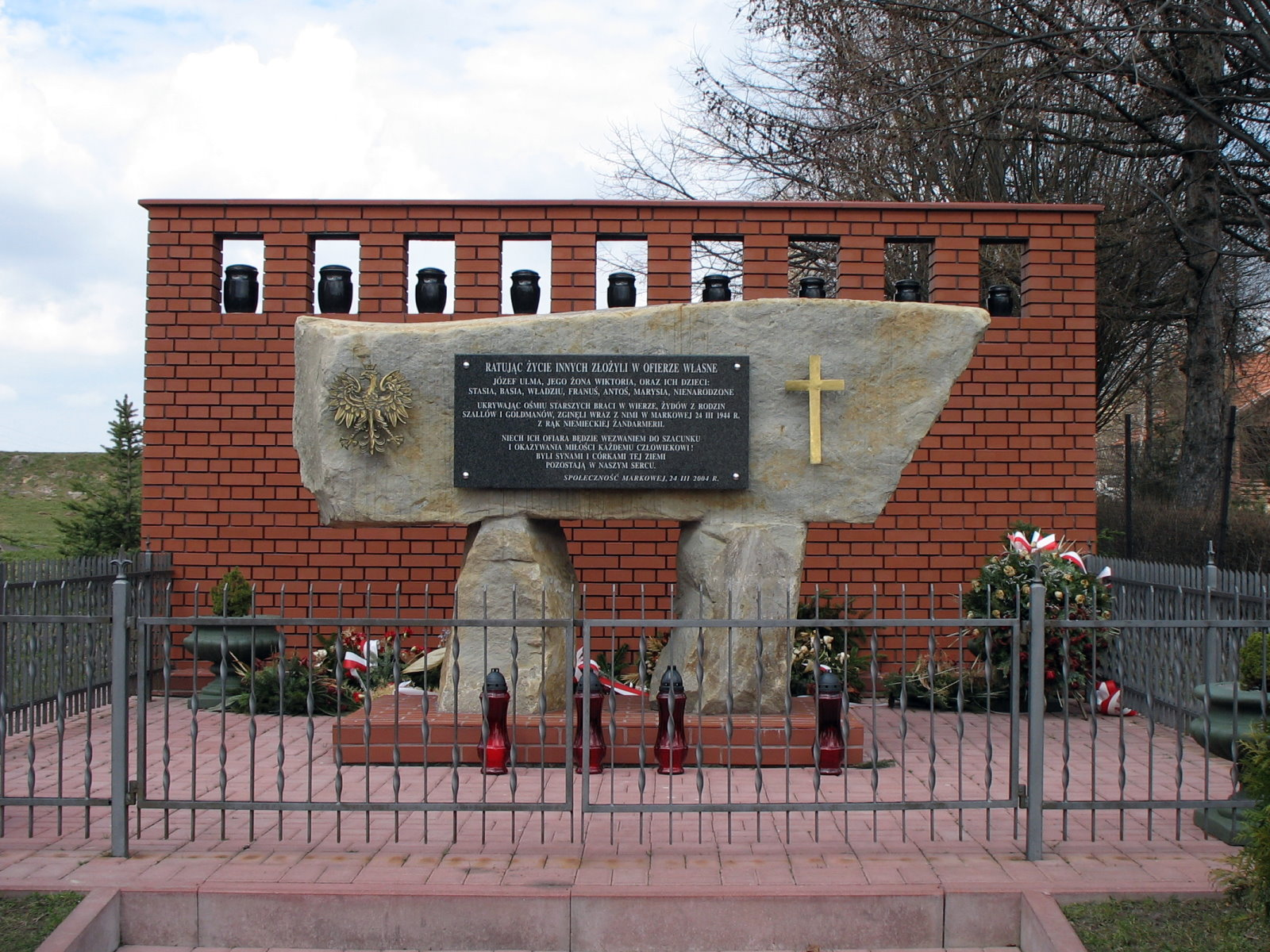
Tumba monumento a la familia Ulma.

El 13 de septiembre de 1995, Józef y Wiktoria Ulma recibieron póstumamente los títulos de Justos de las Naciones de Yad Vashem. El 24 de marzo de 2004 se erigió en Markowa un monumento de piedra en honor a la memoria de la familia Ulma. Sus medallas de honor fueron entregadas al hermano sobreviviente de Józef, Władysław Ulma. Su certificado informa que intentaron salvar judíos a riesgo de sus vidas, pero no menciona que murieron por ellos, como se señala en el libro Godni synowie naszej Ojczyzny.
En el 60 aniversario de su ejecución, se erigió un monumento de piedra en el pueblo de Markowa para honrar la memoria de la familia Ulma.
En la inauguración del monumento, el arzobispo de Przemyśl, Józef Michalik, presidente de la Conferencia Episcopal de Polonia, celebró una misa solemne.
El nivel diocesano local de la Iglesia católica en Polonia inició el proceso de beatificación de los Ulma en 2003. El secretario de Estado del Vaticano, cardenal Tarcisio Bertone, habló en Roma de la heroica familia polaca el 24 de enero de 2007 durante la inauguración de la edición italiana del libro I giusti de Martin Gilbert . Gli eroi sconosciuti dell'Olocausto ("Los Justos. Héroes Desconocidos del Holocausto").
Se llevaron a cabo conmemoraciones especiales en Markowa el 24 de marzo de 2007, 63 años después de la masacre de las familias Ulma, Szall y Goldman. Se celebró una Misa, seguida del Vía Crucis con intención de beatificación de la familia Ulma. Entre los invitados se encontraba el presidente del Consejo de Cracovia, quien depositó flores en el monumento a los muertos. Los estudiantes de la escuela secundaria local presentaron su propia interpretación de la decisión de la familia Ulma de esconder a los judíos en una breve actuación titulada Ocho Bienaventuranzas . También hubo una velada de poesía dedicada a la memoria de los asesinados. Vecinos mayores y familiares que los conocieron hablaron sobre la vida de los Ulma. Un historiador del Instituto de la Memoria Nacional presentó documentos de archivo; y, el postulador diocesano católico explicó los requisitos del proceso de beatificación. El 24 de mayo de 2011, la documentación completa de su martirio se envió a Roma para completar el proceso de beatificación.
El ex primer ministro Jarosław Kaczyński sugirió por primera vez un nuevo "Día Nacional de la Familia Ulma". Posteriormente, el creciente apoyo a una conmemoración más formal inspiró al Sejmik del Voivodato de Podkarpackie a nombrar 2014 Año de la Familia Ulma ( Rok Rodziny Ulmów ). El nuevo Museo de la Familia Ulma de Polacos Salvando Judíos en Markowa estaba programado para ser completado en 2015.

## Causa de beatificación y canonización

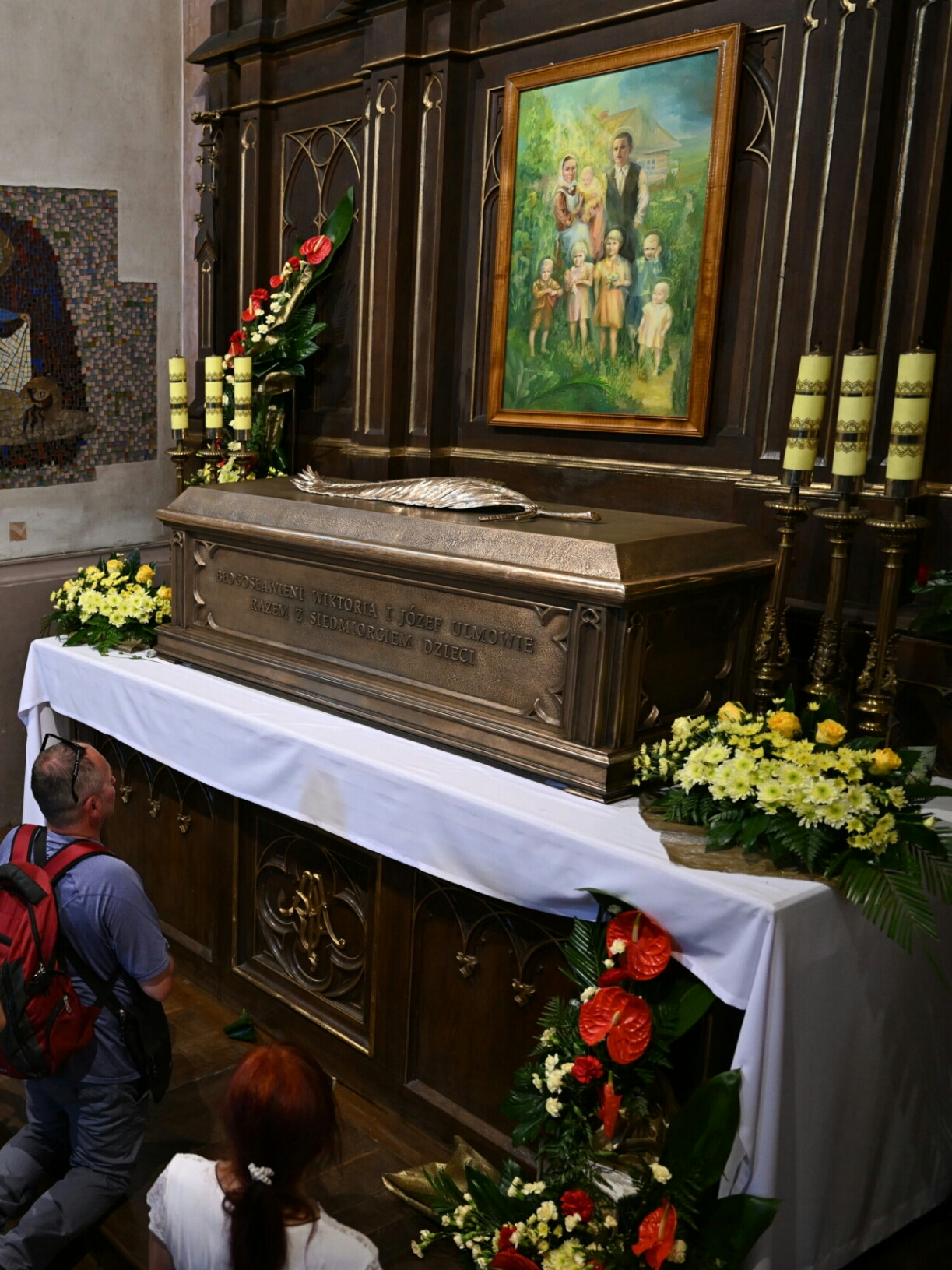
Nuevo altar de la tumba de la Familia Ulma de beatos en la Iglesia de Santa Dorotea, Markowa, Polonia.

El 17 de septiembre de 2003, el obispo de la diócesis de Pelplin, Jan Bernard Szlaga, inició el proceso de beatificación de 122 mártires polacos muertos durante la Segunda Guerra Mundial, incluidos Józef y Wiktoria Ulma con sus seis hijos, entre otros. El 20 de febrero de 2017 , la Congregación para las Causas de los Santos permitió que la Arquidiócesis Católica Romana de Przemyśl se hiciera cargo de la gestión del proceso de la familia Ulma.
El destino de los Ulma se convirtió en un símbolo del martirio de los polacos asesinados por los alemanes por ayudar a los judíos. El 17 de marzo de 2016 se inauguró en Markowa el Museo de la Familia Ulma de polacos que salvaron judíos en la Segunda Guerra Mundial en presencia del presidente de Polonia, Andrzej Duda.
El 18 de diciembre de 2022, el Papa Francisco declaró venerable a toda la familia y fueron beatificados el 10 de septiembre de 2023.
La beatificación de los Ulma es única dentro de la iglesia católica ya que uno de los miembros de la familia es un bebé no nacido, quien podría convertirse en el primer santo nonato de la historia.